# Pierrick Cros (calciatore 1991)
Pierrick Cros (Albi, 23 giugno 1991) è un ex calciatore francese, di ruolo portiere.